# Katar (arme)
Pour les articles homonymes, voir Katara (homonymie).
Pour l’article ayant un titre homophone, voir Qatar.

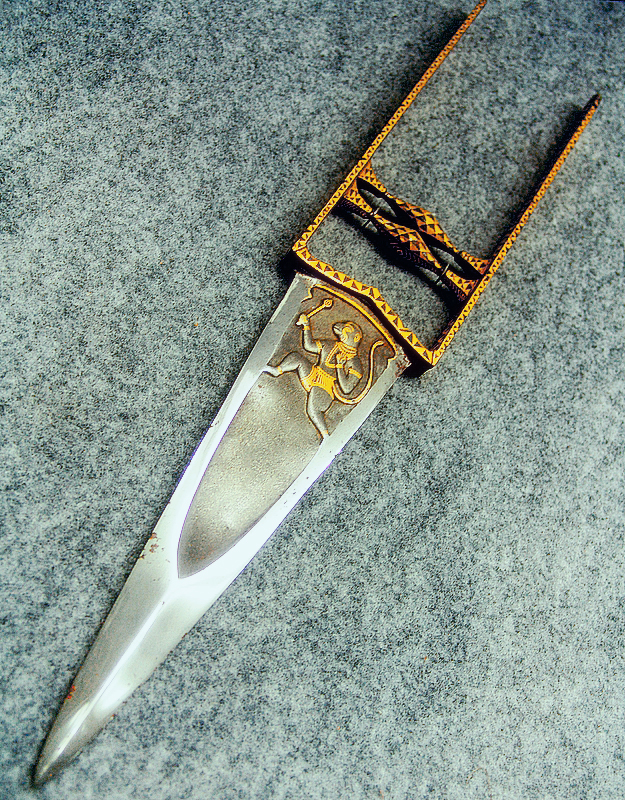
Katar ornementé

Un katar ou katara est un poignard typique du Sud de l'Inde. Sa grande particularité est sa poignée horizontale, permettant des attaques d'estoc de très forte puissance, capables de percer les armures.
Certains exemplaires possèdent une pièce de métal supplémentaire, destinée à protéger le dos de la main.
Il a cessé d'être utilisé au XIXe siècle.

## Galerie

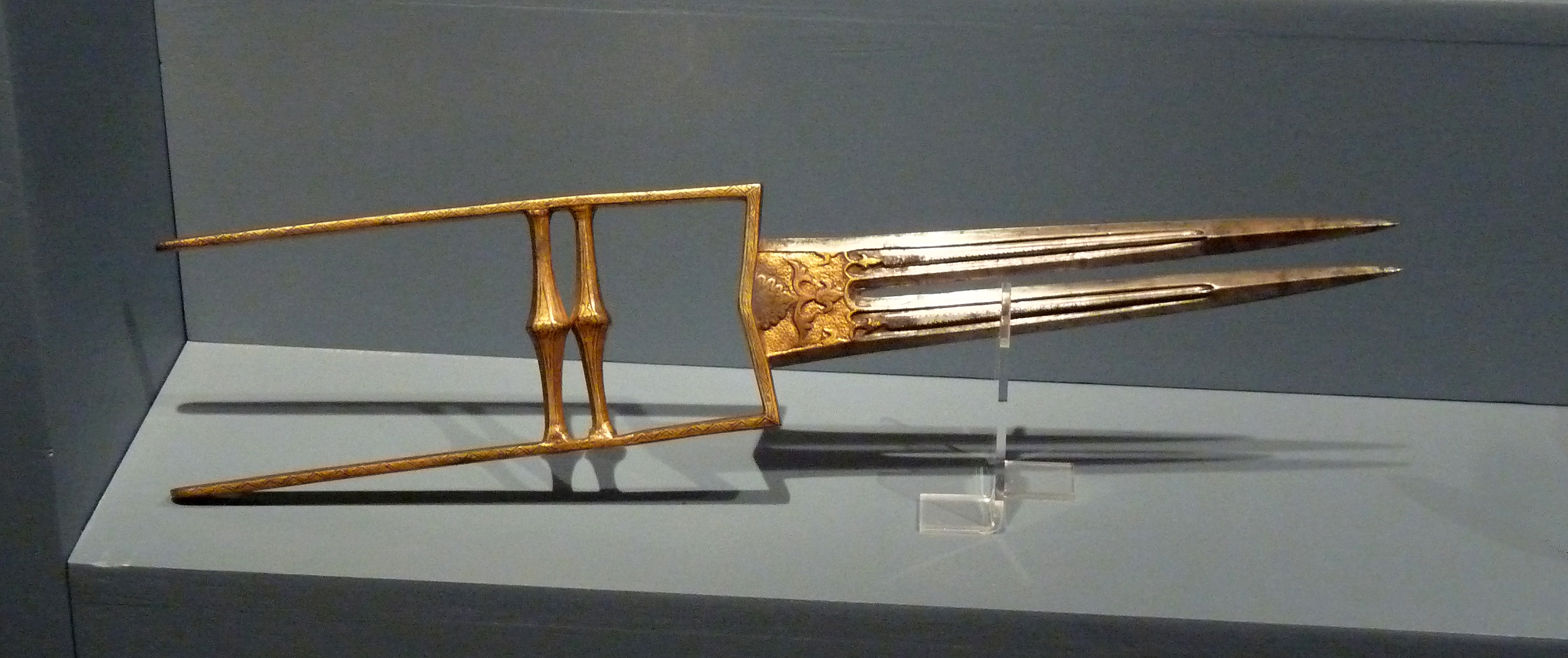
Musée de la Compagnie des Indes de Lorient.
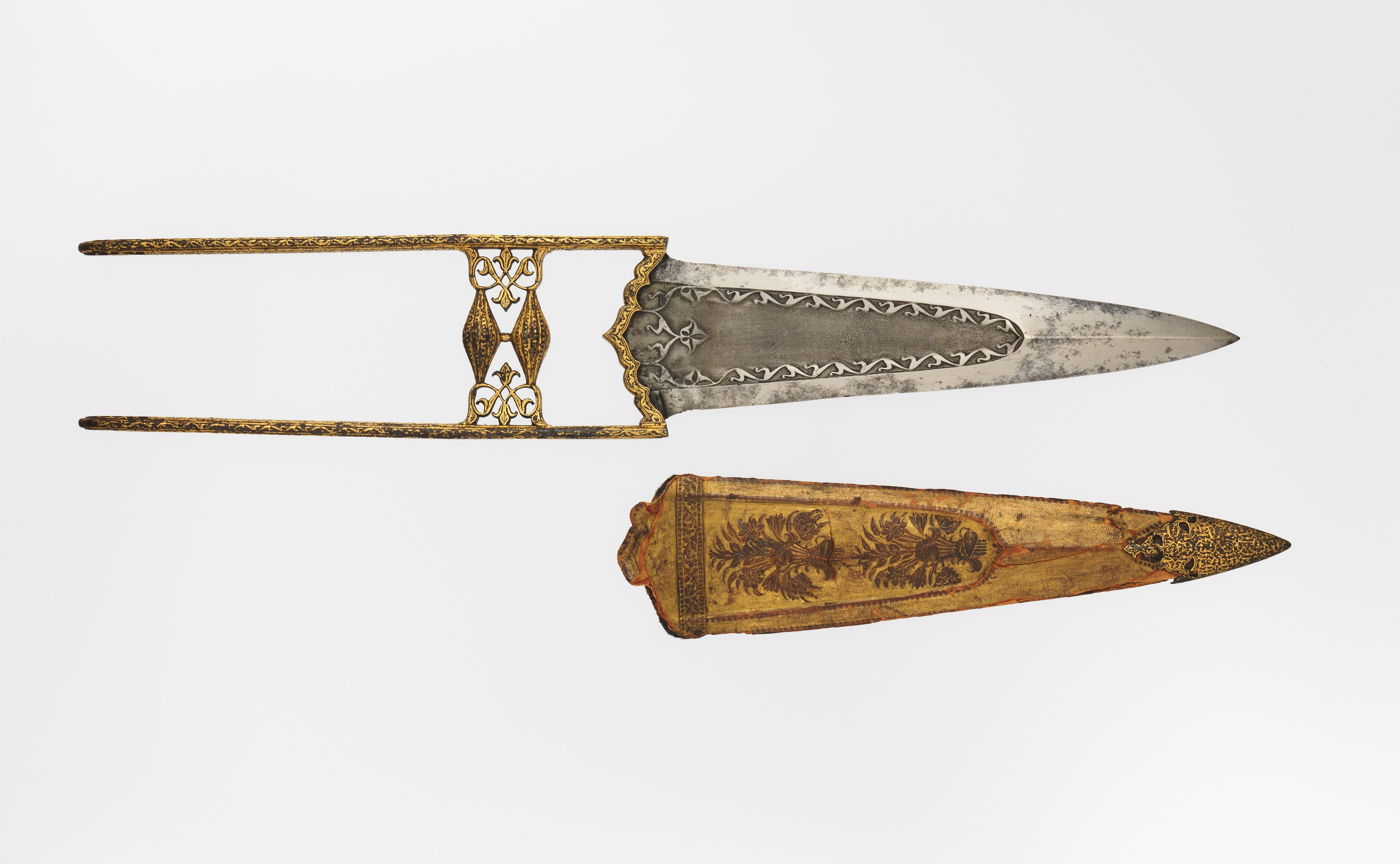
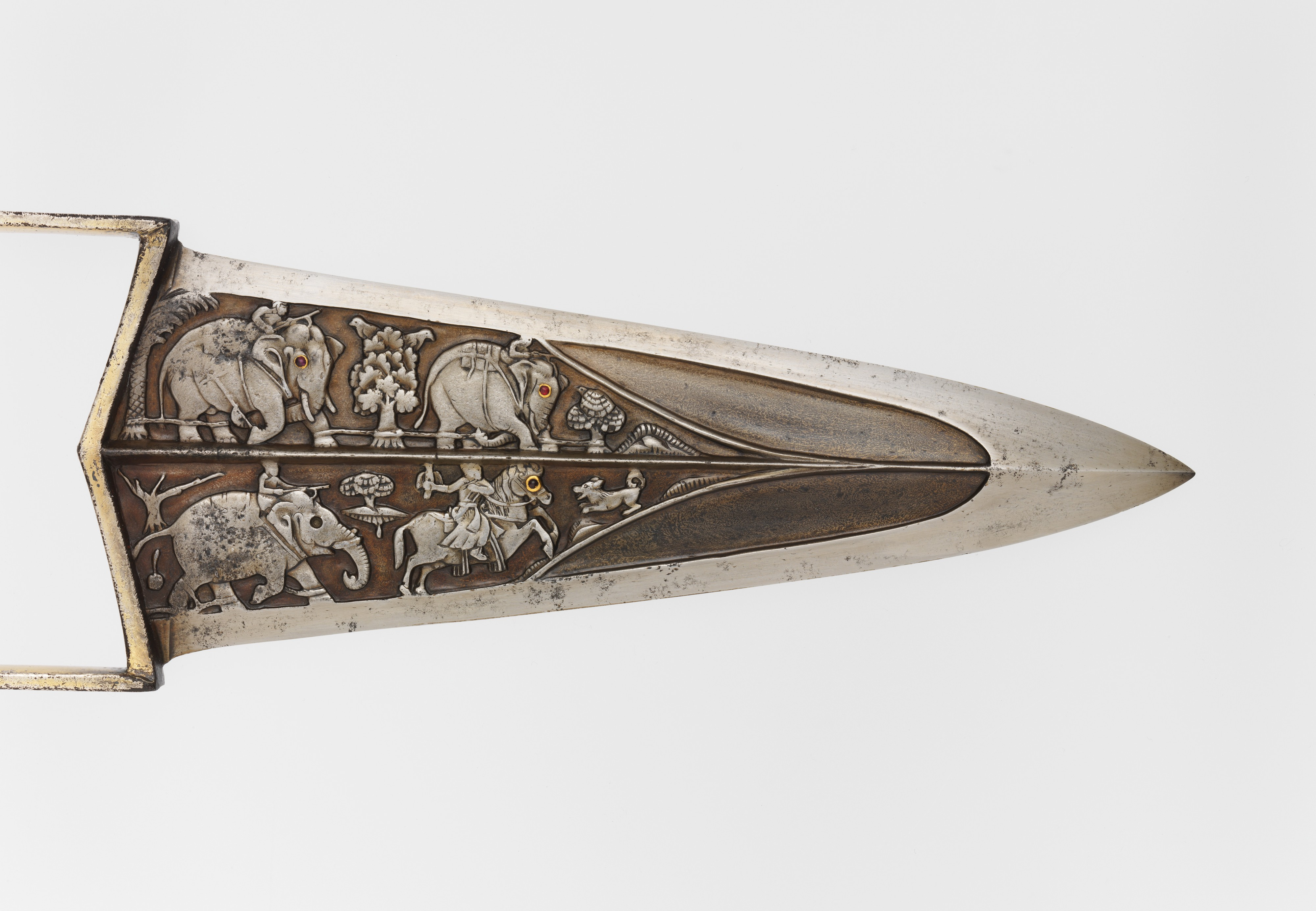
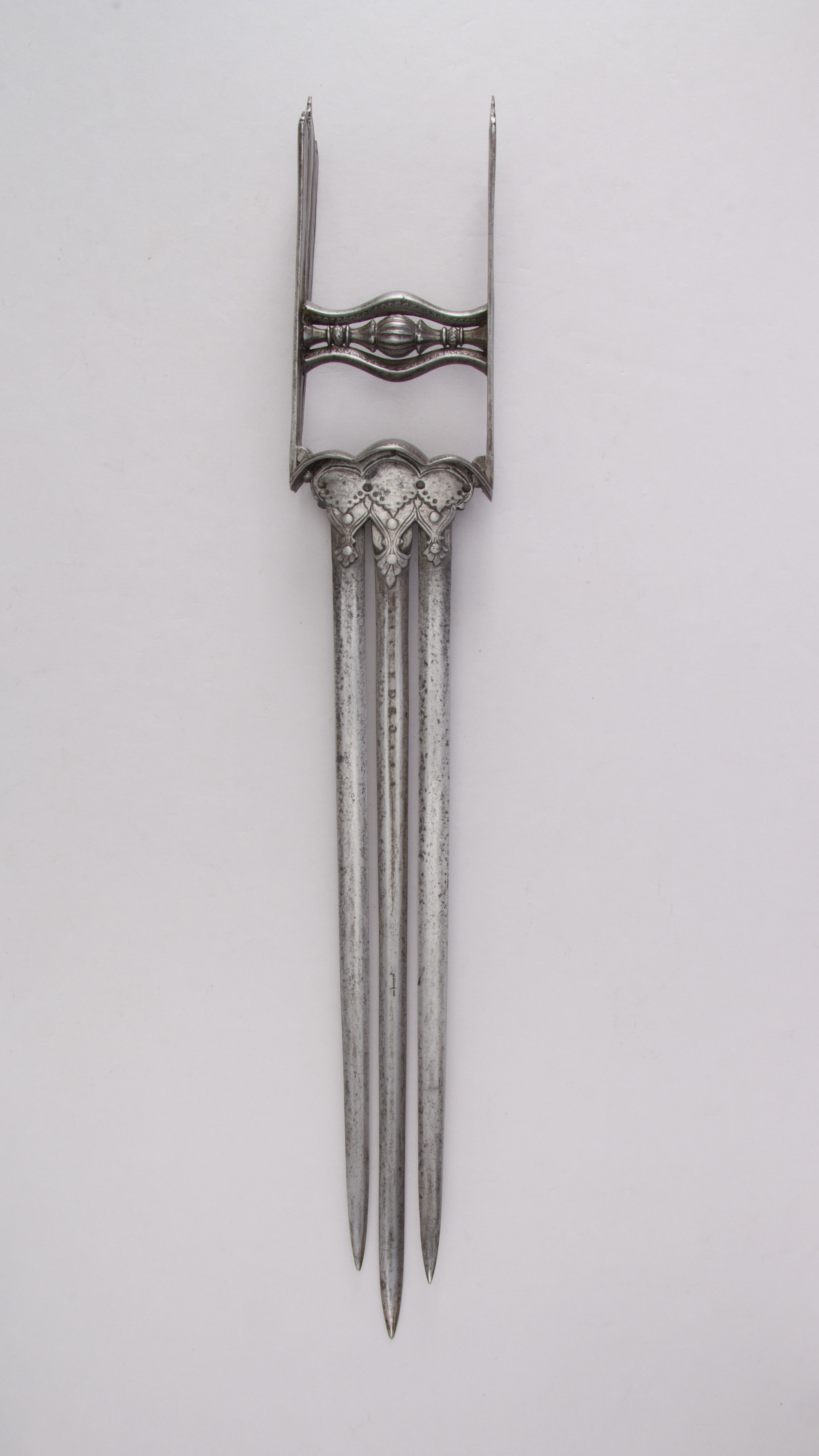
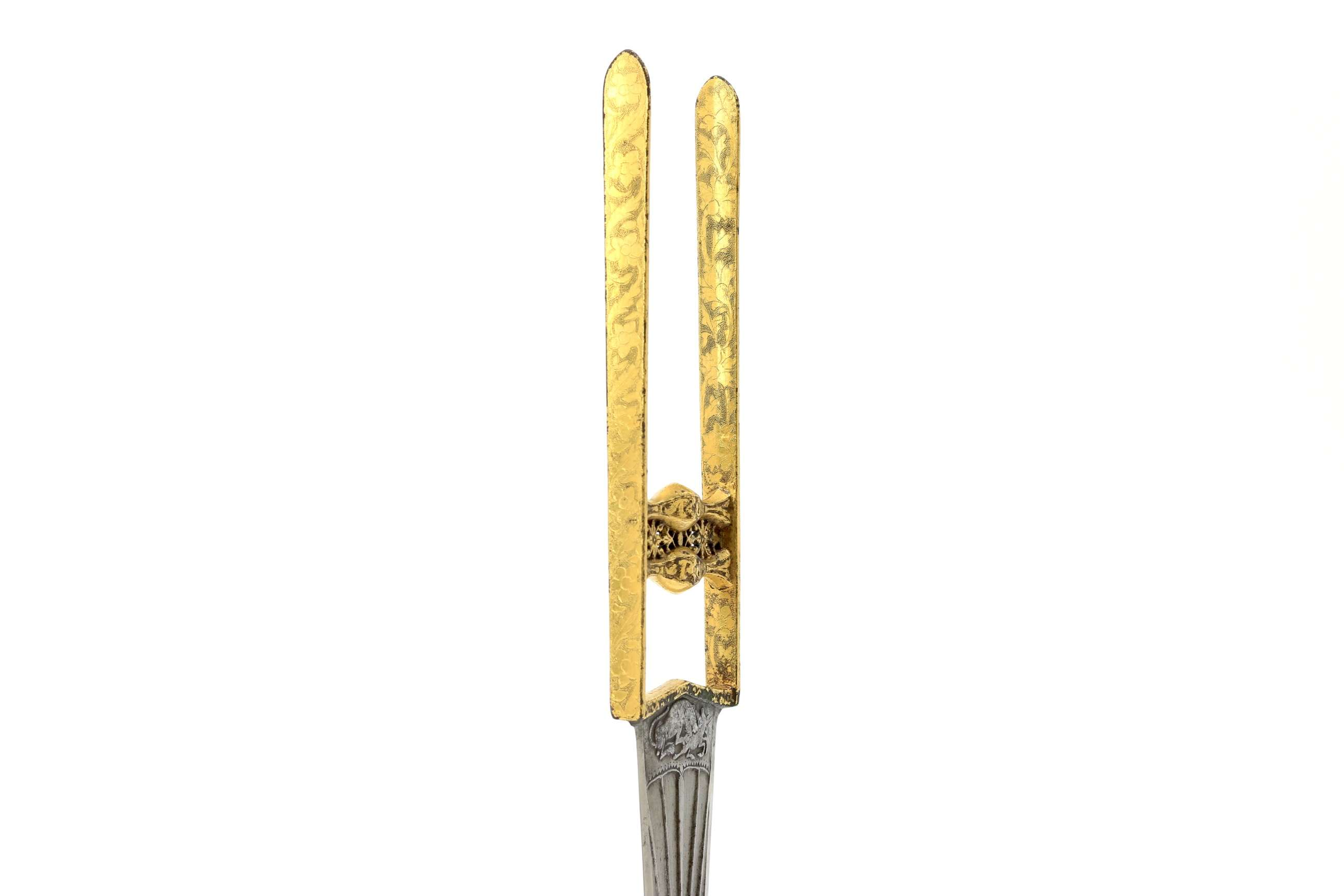